# Kenan
Kenan var en biblisk patriark som levde före syndafloden. Han var son till Enosh och far till Mahalalel. 
Han nämns i Första Moseboken 5:9–14, i Första Krönikeboken 1:2 samt i Lukasevangeliet 3:37.